# Cementerio de Disidentes de Rosario
El Cementerio de Disidentes es una necrópolis de la ciudad de Rosario, Argentina. Cuenta con piezas artísticas funerarias que ornamentan las sepulturas de personalidades que influyeron en la historia de la ciudad y de la región

## Historia
A mediados del siglo XIX, con el crecimiento demográfico de la ciudad de Rosario, producido por el desarrollo de los nuevos medios de comunicación como el ferrocarril y el puerto, surge en el año 1860, entre las comunidades no católicas apremiadas por la necesidad de contar con un sitio adecuado para el descanso en paz de sus connacionales, caídos por las epidemias de cólera, tifus y fiebre amarilla, el primer cementerio de protestantes.
El cementerio en sus comienzos estaba ubicado en la calle Dorrego entre Pasco y Cochabamba, por aquella época una zona suburbana poblada de quintas y tambos. Abrió sus puertas durante el año 1860 y unos después, colmada ya su capacidad, se compró un nuevo predio el 26 de enero de 1887, ubicado en Bv. Avellaneda al 1850. El actual cementerio fue habilitado el 19 de diciembre de 1886, y después del cierre definitivo del primer cementerio en 1907, en 1942 se lograron trasladar las tumbas del anterior predio a su lugar definitivo.

## Personalidades sepultadas
- Colin Calder, nacido en Dingwall, Escocia, fue uno de los fundadores y primer presidente del Club Atlético Rosario Central.[4]
- Héctor Cavallero, ex intendente de Rosario (1989-1995), diputado nacional.[5]
- Isaac Newell, maestro inglés, nacido en Strood, condado de Kent. Fundador del Colegio Comercial Anglo Argentino (1884), institución de que surgiría luego el Club Atlético Newell's Old Boys.[6]
- Juan Godeken, nacido en Horn-Lehe, Bremen. Fundador de numerosas colonias en Córdoba y Santa Fe, entre otras la localidad que lleva su nombre.[7]
- Olaf Schou Lutzow Holm, director del Observatorio geofísico y meteorológico de Pilar.[8]
- William Perkins, buscador de oro en California, promotor del ferrocarril transandino en Chile, explorador del norte santafesino, e impulsor del desarrollo industrial. Se radicó en Rosario en 1858 dónde fue redactor de periódicos y asesor de tierras del gobernador Nicasio Oroño.,[9]
- Sara Strong, Virginia Allen Vinney Disosway, Clara Gillies, Jane Hunt, Guillermina Tallon y Mary Ann Gillies, profesoras sarmientinas contratadas.[10] [11]
- Roderie Malcolm Ross, empresario estadounidense nacido en Nueva York, fue el impulsor de la instalación de la primera línea de tranvías de tracción a sangre de Rosario en 1886.[12]
- Luis Vaché, primer presidente de la Junta Municipal de San Bernardino, Paraguay.[13]
- Débora Ferrandini, médica y política socialista argentina. Se desempeñó como Secretaria de Salud de la provincia de Santa Fe durante el gobierno de Hermes Binner.[14] [15]